# Nieporęt (gmina)
Pour les articles homonymes, voir Nieporęt.
Nieporęt  est une gmina rurale (gmina wiejska) du powiat de Legionowo, dans la Voïvodie de Mazovie, dans le centre-est de la Pologne.
Son siège administratif est le village de Nieporęt, qui se situe environ 9 kilomètres à l'est de Legionowo (chef-lieu de la powiat)et 24 kilomètres au nord de Varsovie (capitale de la Pologne).
La gmina couvre une superficie de 95,67 km2 pour une population de 12 908 habitants en 2006.

## Histoire
De 1975 à 1998, la gmina est attachée administrativement à la voïvodie de Varsovie.

Depuis 1999, elle fait partie de la voïvodie de Mazovie.

## Géographie
La gmina de Nieporęt comprend les villages et les localités de :

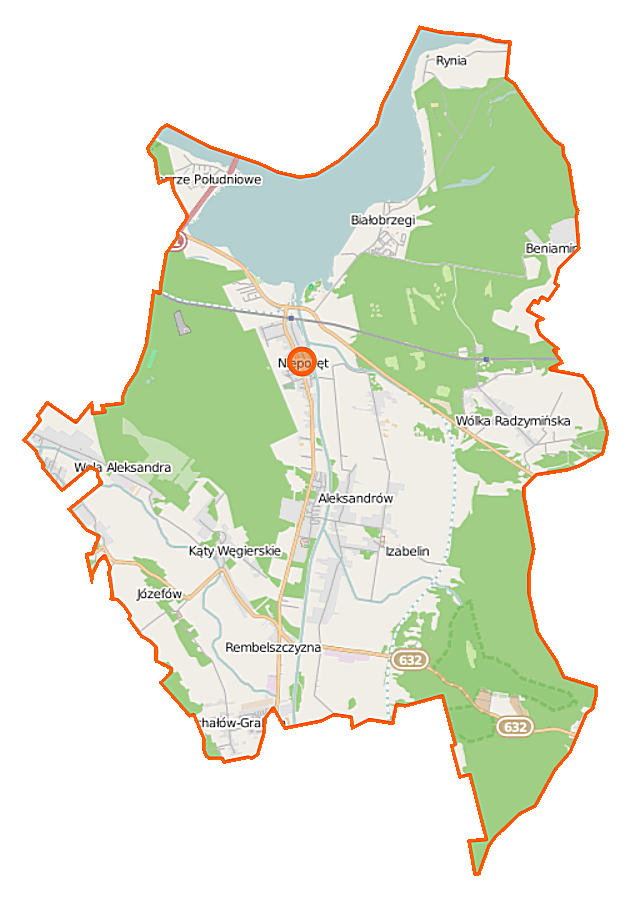
Plan de la gmina

- Aleksandrów
- Beniaminów
- Białobrzegi
- Izabelin
- Józefów
- Kąty Węgierskie
- Michałów-Grabina
- Nieporęt
- Rembelszczyzna
- Rynia
- Stanisławów Drugi
- Stanisławów Pierwszy
- Wola Aleksandra
- Wólka Radzymińska
- Zegrze Południowe

### Gminy voisines
La gmina de Nieporęt est voisine des villes suivantes :
- Varsovie
- Legionowo
- Marki

et des gminy suivantes :
- Jabłonna
- Radzymin
- Serock
- Wieliszew

## Structure du terrain
D'après les données de 2002, la superficie de la commune de Nieporęt est de 95,67 km², répartis comme tel :
- terres agricoles : 36%
- forêts : 45%

La commune représente 24,5% de la superficie du powiat.

## Démographie
Données de février 2008 :
| description        | Total  | Total  | Femmes | Femmes | Hommes | Hommes |
| ------------------ | ------ | ------ | ------ | ------ | ------ | ------ |
| Unité              | Nombre | %      | Nombre | %      | Nombre | %      |
| population         | 11 252 | 100    | 5 783  | 51,39  | 5 469  | 48,61  |
| Densité (hab./km²) | 117,62 | 117,62 | 60,45  | 60,45  | 57,17  | 57,17  |